# Peștera Rapanelor
Peștera Rapanelor este o peșteră de abraziune marină formată în calcarele sarmatiene, cochilifere, din fața stațiunii Costinești. Peștera se află la o adâncime de 9 m și s-a format datorită valurilor și curenților litorali care au săpat prin abraziune un tunel lung de 15 m.
Peștera s-a format datorită energiei valurilor mari care generează o mișcare de înainte și înapoi a întregii mase de apă de la fund, pe o direcție orientată aproape perpendicular pe linia țărmului. Astfel, la fiecare val nisipul în suspensie de pe podeaua tunelului, acționează ca un abraziv asupra reliefului submarin al Peșterii Rapanelor.